# Exotela nowakowskii
Exotela nowakowskii är en stekelart som beskrevs av Griffiths 1967. Exotela nowakowskii ingår i släktet Exotela och familjen bracksteklar. Inga underarter finns listade i Catalogue of Life.